# Brad Upton
Brad Upton (Ann Arbor, Michigan, 1952) is een Amerikaanse jazz-trompettist en componist.
Upton begon op de piano, toen hij tien was koos hij voor de trompet. Na zijn studie aan Berklee School of Music verhuisde hij naar New York. Hij speelde, componeerde en arrangeerde voor onder meer Lionel Hampton, Chet Baker, Hector Rivera en Tito Puente. In 1980 ging hij in Colorado wonen, waar hij in opdracht enkele composities schreef, 'Suite for Jazz' en 'Kalapa'. In 1999 verscheen een eerste plaat op Upton's eigen platenlabel, Black Orchid.

## Discografie
- Black Orchid, Black Orchid, 1999
- Sweetness, Black orchid, 2000
- Dragon, Black Orchid, 2002
- Lionheart, Black Orchid, 2003